# Cels Piñol
Cels Piñol Guerrero (Barcelona, 18 de marzo de 1970) es un historietista e ilustrador español, creador de la popular serie Fanhunter, entre otras, desarrolladas en forma de cómic, novelas, juegos y merchandising en diversas editoriales.

## Biografía
Cels Piñol nació en Barcelona en 1970. Desde pequeño mostró afición por todo lo relacionado con el mundo del cómic, comenzando a coleccionarlos. 
Paralelamente se dedicó a la creación de diversos fanzines hasta que participó en un concurso organizado por Comics Forum llamado "Diseña tu propio Superhéroe". No ganó, pero su estilo gustó y acabó realizando para Planeta-DeAgostini las tiras Fan Letal / Fan con Nata, además de trabajar como articulista. Se convirtió así en el primer autor español que disponía de una serie regular en la editorial Planeta-DeAgostini. Al mismo tiempo, Piñol autoeditaba sus fanzines Kiusap y Fanhunter bajo el sello de Gusa Cómics, su propia editorial. 
Después de bastantes años y de ciertos problemas con la editorial decidió montar sus propias empresas, a las que llamó Fanhunter S.L. y Cels Animation S.L. Tras un período decidió volver a Planeta, para la que trabajó durante más de 20 años, hasta que a finales de 2009 se anunció el cese de las colaboraciones entre ambas partes. A partir de 2010, empezó a publicar nuevos álbumes de Fanhunter con la editorial Panini Cómics.

## Obra

### Historietas
- Kiusap, C.O. (1989-1991): el primer fanzine que Cels autoeditó bajo el sello de Gusa Comics. Duró 8 números más un especial: 
  - Kiusap, C.O. N.º 1 (IV/1989): en este kiusap Cels recopila varios chistes, entre ellos se encuentran las primeras apariciones de los kiusap C.O. y de la gusa.
  - Kiusap, C.O. N.º 2 (V/1989): en este kiusap Cels repite el mismo esquema que el primero pues recopila otra vez chistes relacionados de los cómics de su época. En este fanzine aparecen por primera vez caracterizados el Profesor Loki y el Doctor Átomos.
  - Kiusap N.º 3 (X/1989): a partir de este kiusap pasa de llamarse Kiusap C.O. a llamarse simplemente Kiusap. Este número está dedicado a la figura de Batman (habiendo varios chistes protagonizados por él), pues este personaje en ese año se celebraba su 50 aniversario.
  - Kiusap N.º 4 (XI/1989): en este kiusap Cels expresa su opinión sobre la censura en los cómics e incluye en sus páginas también artículos sobre las Tortugas Ninja y el dibujante John Byrne.
  - Kiusap, Especial Todos Enfadados (II/1990): este kiusap especial trataba sobre la "amistad" que tuvo con el crítico José María Méndez.
  - Kiusap N.º 5 (II/1990): este kiusap recopila artículos sobre la serie de cómics basados en las películas Aliens y Predator.
  - Kiusaps Nºs 6-8 (1991): estos tres kiusaps incluían varias ilustraciones de los mangas realizados por el autor japonés Akira Toriyama.
  - Kollected Kiusap Kollection (V/1991): recopilatorio que reimprime los primeros 5 kiusap que, aparte de contenerlos, incluye además algunas páginas realizadas en esa época y una historia corta (nunca reeditada) de 7 páginas en las que presenta el contenido del tomo. Fue una edición limitada de 1000 ejemplares numerada y firmada por el propio Cels Piñol.

- Cels Piñol Destroys The Forum Universe (1997) Recopilación de tiras publicadas en la edición española del cómic Marvel What If donde se parodian los entresijos de la editorial Forum.
- Fan Letal/Fan Con Nata Tiras publicadas en diversos cómics Marvel y recopiladas en diversos volúmenes.[3]
  - Fan Letal/Fan Con Nata: El Libro (Comics Forum)
  - Fan Letal/Fan Con Nata: El Libro II (Comics Forum)
  - Fan Letal/Fan Con Nata III (Comics Forum)
  - Fan Letal/Fan Con Nata: IV (Comics Forum)
  - Fan Letal/Fan Con Nata: V (Comics Forum)
  - Fan Letal Vintage (Panini Cómics, 2011). Con la colaboración de Juan Carlos Bonache y Andrés Palomino.

- Fanhunter
  - Fanhunter Classics (Comics Forum)
  - Fanhunter Essential (Comics Forum)
  - Fanhunter: La Batalla de Montjuïc (Comics Forum). Con la colaboración de David Llort y Adri Ortiz.
  - Fanhunter: Aftermath (Comics Forum)
  - Fanhunter: Almanaque 2000 (Comics Forum)
  - Fanhunter: Battleground Barnacity (Planeta-DeAgostini)
  - Fanhunter: The Final Conflict (Planeta-DeAgostini)
  - Fanhunter: Fan Letal (Panini Cómics, 2010). Contiene tiras de Fan Letal publicadas en la web Zona Negativa, Fantom Town y Deadfan.
  - Fanhunter: Fandom (Panini Cómics, 2010). Contiene tiras de Fan Letal publicadas en la web Zona Negativa, Fantom Town y Deadfan.

- Fantom Town Universo alternativo de Fanhunter en el que el autor explica su experiencia como padre y fan.
  - Plan BB: Manual para bebés con padres raros (Planeta-DeAgostini)
  - Fantom Town Vol. I: Nuevo manual para niños con padres raros (Planeta-DeAgostini)

- Libros
  - Fanhunter: Herencia (novela)
  - Dibujar los sonidos (novela)
  - Fanhunter: Fanboria
  - El gran libro de cómo dibujar cómics
  - Cels Piñol Illustrated
  - Entrevista con el Fanpiro (X-1998): Anécdotas y vivencias reales de Cels Piñol. Publicado por Camaleón Ediciones
- Nuevas Hazañas Bélicas # 10: La guerra de los inmundos ¡Contra Queipo de Llano, el primer supervillano!, con guion de Hernán Migoya. Editores de Tebeos, 07/2012.

- - Fanhunter: Las Montañas de la Locura. Electric Boogaloo(Panini Cómics, 2012).
  - 1714 Baluard(Panini Cómics, 2012). Con Àlex Santaló.

### Juegos de rol
- Fanhunter, el juego de rol épicodecadente (1992)[4]
- Fanpiro (2001)[5]
- Outfan (2002)[6]